# Bretigney-Notre-Dame
Bretigney-Notre-Dame ist eine französische Gemeinde mit 119 Einwohnern (Stand: 1. Januar 2022) im Département Doubs in der Region Bourgogne-Franche-Comté.

## Geographie
Bretigney-Notre-Dame liegt auf 397 m, sechs Kilometer südwestlich von Baume-les-Dames und etwa 22 Kilometer ostnordöstlich der Stadt Besançon (Luftlinie). Das Dorf erstreckt sich im Jura, auf dem sogenannten ersten Plateau, einem breiten Becken am Südfuß der Jura-Randkette (Côte).
Die Fläche des 5,62 km² großen Gemeindegebiets umfasst einen Abschnitt des französischen Juras. Der Hauptteil des Gebietes wird vom breiten ersten Juraplateau eingenommen, das durchschnittlich auf 390 m liegt. Es bildet ein weites, teilweise verkarstetes Becken. Im Bereich von Bretigney ist das Plateau überwiegend von Acker- und Wiesland bestanden. Nach Süden reicht der Gemeindeboden in das Waldgebiet der Forêt de l’Aiguillon, und das leicht in das Plateau eingetiefte Tälchen des Audeux bildet die südliche Abgrenzung.
Nach Norden erstreckt sich das Gemeindeareal auf den langgezogenen, bewaldeten Höhenrücken der Jura-Randkette (Côte). Dieser Kamm trennt das Plateau vom nördlich angrenzenden, tief eingeschnittenen Doubstal und ist in Richtung Südwest-Nordost orientiert. Auf der Höhe wird mit 589 m die höchste Erhebung von Bretigney-Notre-Dame erreicht.
Nachbargemeinden von Bretigney-Notre-Dame sind Ougney-Douvot und Esnans im Norden, Silley-Bléfond im Osten, Saint-Juan im Süden sowie Dammartin-les-Templiers im Westen.

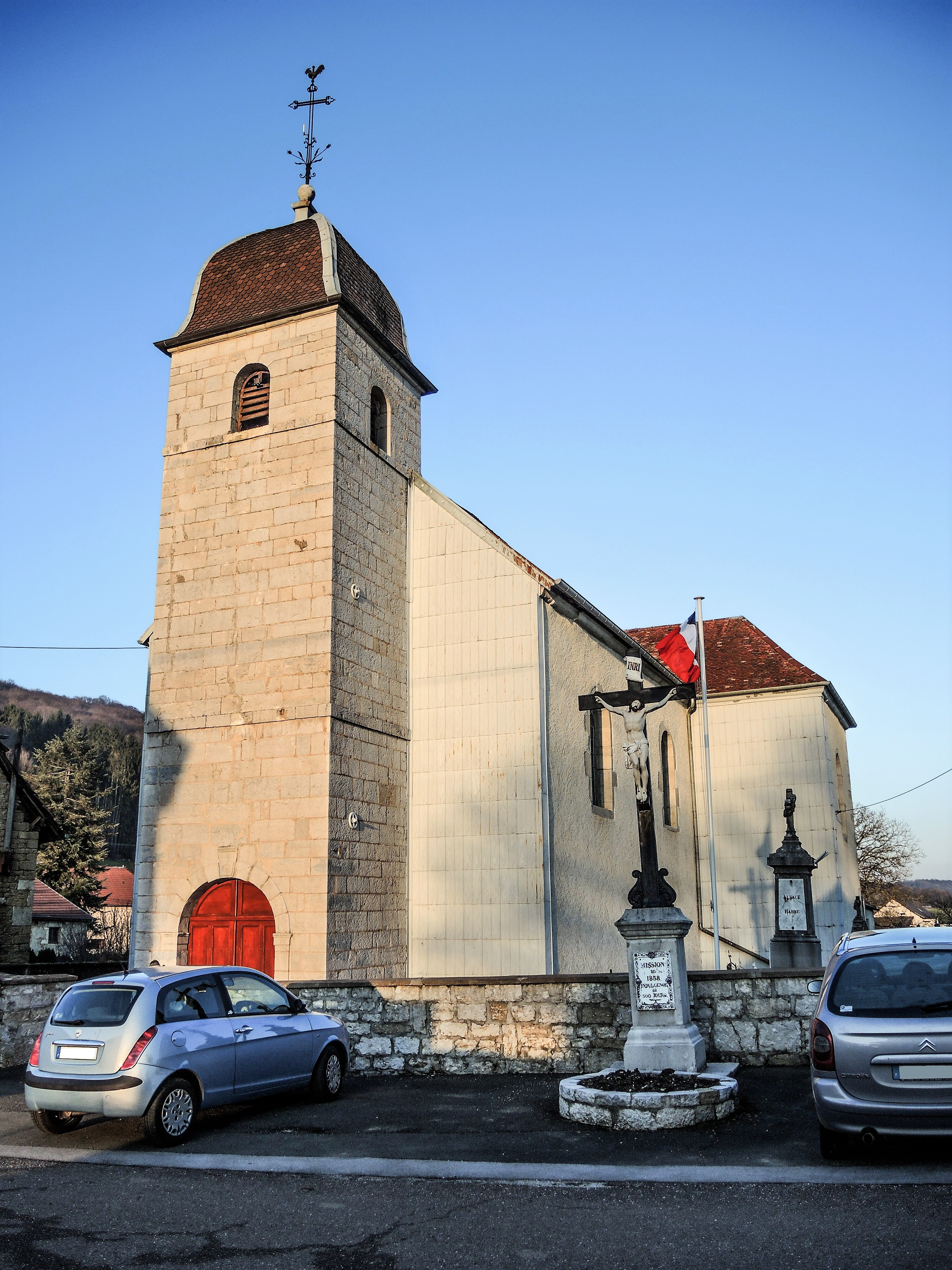
Kirche Notre-Dame

## Geschichte
Der Ortsname Bretigney erscheint im Jahr 1147 erstmals in den Urkunden. Im Mittelalter gehörte das Dorf zur Herrschaft Passavant. Ende des 15. Jahrhunderts kam es an die Familie Orsans und 1530 an den Gouverneur von Besançon. Antoine-François Gauthiot d’Ancier verfügte, dass die Herrschaft über Bretigney nach seinem Tod an das Jesuitenkolleg von Besançon überging, das sie danach bis zur Französischen Revolution innehatte. Zusammen mit der Franche-Comté gelangte Bretigney mit dem Frieden von Nimwegen 1678 an Frankreich. Zur einfacheren Unterscheidbarkeit gegenüber dem ebenfalls im Département Doubs gelegenen Bretigney wurde der Gemeindename 1923 offiziell in Bretigney-Notre-Dame geändert.

## Sehenswürdigkeiten
Die Dorfkirche von Bretigney-Notre-Dame wurde im 18. Jahrhundert neu erbaut. Im Ortskern sind verschiedene Bauernhäuser im charakteristischen Stil der Franche-Comté aus dem 17. bis 19. Jahrhundert erhalten.

## Bevölkerung
| Jahr                       | 1962 | 1968 | 1975 | 1982 | 1990 | 1999 | 2005 | 2016 |
| Einwohner                  | 70   | 69   | 72   | 77   | 95   | 102  | 104  | 111  |
| Quellen: Cassini und INSEE |      |      |      |      |      |      |      |      |

Mit 119 Einwohnern (Stand 1. Januar 2022) gehört Bretigney-Notre-Dame zu den kleinsten Gemeinden des Départements Doubs. Nachdem die Einwohnerzahl in der ersten Hälfte des 20. Jahrhunderts markant abgenommen hatte (1881 wurden noch 189 Personen gezählt), wurde seit Beginn der 1970er Jahre wieder ein leichtes Bevölkerungswachstum verzeichnet.

## Wirtschaft und Infrastruktur
Bretigney-Notre-Dame war bis weit ins 20. Jahrhundert hinein ein vorwiegend durch die Landwirtschaft (Ackerbau, Obstbau und Viehzucht) und die Forstwirtschaft geprägtes Dorf. Daneben gibt es heute einige Betriebe des lokalen Kleingewerbes, unter anderem in der Holzverarbeitung. Mittlerweile hat sich das Dorf auch zu einer Wohngemeinde gewandelt. Viele Erwerbstätige sind Wegpendler, die in den größeren Ortschaften der Umgebung oder in der Agglomeration Besançon ihrer Arbeit nachgehen.
Die Ortschaft liegt abseits der größeren Durchgangsstraßen an einer Departementsstraße, die von Nancray nach Baume-les-Dames führt.